# Liste der Wappen in Nordrhein-Westfalen
Diese Wappenliste mit ihren Unterlisten, die über die Navigationsleiste am Ende der Seite erreichbar sind, ist vollständig und beinhaltet – geordnet nach der gegenwärtigen Verwaltungsgliederung – alle in der Wikipedia gelisteten Wappen des deutschen Bundeslandes Nordrhein-Westfalen. Alle der 31 Kreise (einschließlich der Städteregion Aachen) sowie der 396 Städte und Gemeinden des Landes (Stand: 1. Januar 2006) führen ein Wappen.

## Nordrhein-Westfalen

Karte Nordrhein-Westfalen, Deutschland
Landeswappen[1] Nordrhein-Westfalen (Details) (Lippische Rose), (Sachsenross)
Wappenzeichen von Nordrhein-Westfalen bis 2007
Wappenzeichen von Nordrhein-Westfalen seit 2008 Corporate Design

## Landschaftsverbände

Landschaftsverband Rheinland[2]
Landschaftsverband Westfalen-Lippe[3]

## Kreise

Städteregion Aachen[4]
Kreis Borken[5]
Kreis Coesfeld[6]
Kreis Düren[7]
Ennepe-Ruhr-Kreis[8]
Kreis Euskirchen[9]
Kreis Gütersloh[10]
Kreis Heinsberg[11]
Kreis Herford[12]
Hochsauerlandkreis[13]
Kreis Höxter[14]
Kreis Kleve[15]
Kreis Lippe[16]
Märkischer Kreis[17]
Kreis Mettmann[18]
Kreis Minden-Lübbecke[19]
Oberbergischer Kreis[20]
Kreis Olpe[21]
Kreis Paderborn[22]
Kreis Recklinghausen[23]
Rhein-Erft-Kreis[24]
Rhein-Kreis Neuss[25]
Rhein-Sieg-Kreis[26]
Rheinisch-Bergischer Kreis[27]
Kreis Siegen-Wittgenstein[28]
Kreis Soest[29]
Kreis Steinfurt[30]
Kreis Unna[31]
Kreis Viersen[32]
Kreis Warendorf[33]
Kreis Wesel[34]

## Ehemalige Landkreise und historische Wappen

Kreis Ahaus (1957)
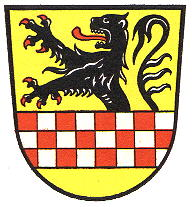
Landkreis Altena (1935)
Kreis Arnsberg (1963)[13]
Kreis Beckum (1951)[36]
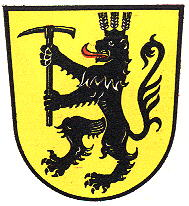
Kreis Bergheim (Erft) (1974)
Kreis Bielefeld[37]
Kreis Brilon[38]
Kreis Büren (1933)[39]
Landkreis Bonn (1969)
Kreis Detmold
Kreis Dinslaken
Kreis Düsseldorf-Mettmann (1936)[18]
Landkreis Erkelenz[40]
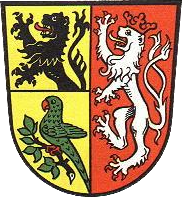
Selfkantkreis Geilenkirchen-Heinsberg
Kreis Geldern (1969)
Kreis Grevenbroich (1974)
Kreis Halle (Westfalen)
Kreis Höxter (1953)[42]
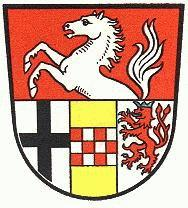
Kreis Iserlohn (1935)
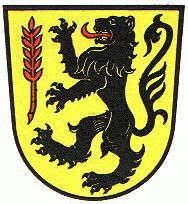
Kreis Jülich (1971)
Landkreis Köln (1972)
Kreis Kempen-Krefeld (1932)[32]
Kreis Lemgo
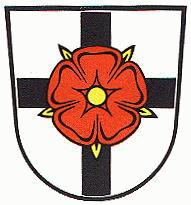
Kreis Lippstadt (1936)
Kreis Lübbecke (ab 1968)
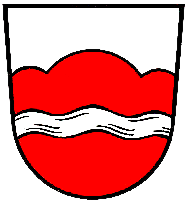
Kreis Lübbecke (bis 1968)
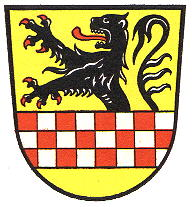
Kreis Lüdenscheid
Kreis Meschede (1936)[45]
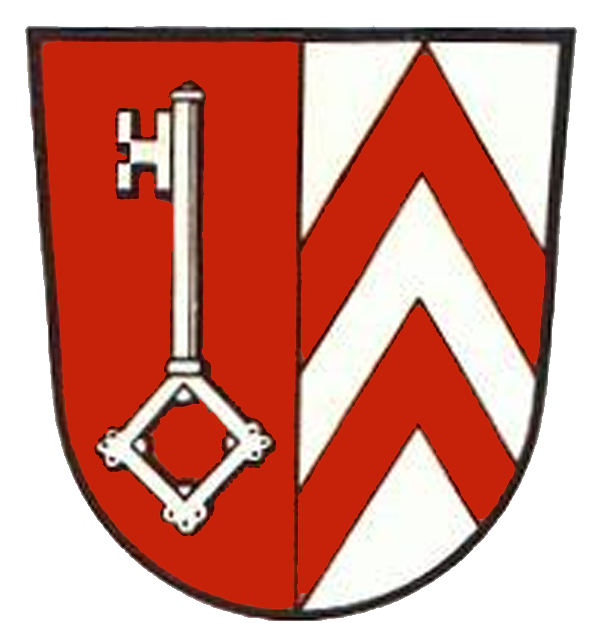
Kreis Minden
Kreis Münster (1936)[46]
Kreis Paderborn (1947)[47]
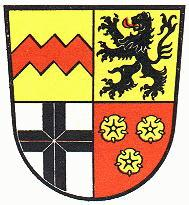
Kreis Schleiden (1972)
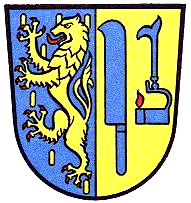
Kreis Siegen (1938)
Kreis Steinfurt (1931)[49]
Kreis Tecklenburg (1934)[50]
Kreis Warburg (1954)[51]
Kreis Warendorf (1938)[52]
Kreis Wiedenbrück
Kreis Wittgenstein (1966)[53]
Herzogtum Westfalen[54]

## Wappenbeschreibungenund Erläuterungen
1. ↑  Nordrhein-Westfalen: „Das Landeswappen zeigt in gespaltenem Schild vorne in grünem Feld einen linksschrägen silbernen Wellenbalken, hinten im roten Feld ein springendes silbernes Roß und unten in einer eingebogenen silbernen Spitze eine rote Rose mit goldenen Butzen und goldenen Kelchblättern.“ (§ 2 des Gesetzes über die Landesfarben, das Landeswappen und die Landesflagge vom 10. März 1953)
2. ↑  Landschaftsverband Rheinland: „Das Wappen des Landschaftsverbandes Rheinland zeigt in einem grünen Feld einen schrägrechten silbernen Wellenbalken und darüber in einem silbernen Schildhaupt einen auffliegenden schwarzen Adler mit goldenem Schnabel und goldenen Fängen.“ (§ 2 Abs. 3 der Hauptsatzung vom März 2008 (Memento des Originals vom 24. Februar 2016 im Internet Archive)  Info: Der Archivlink wurde automatisch eingesetzt und noch nicht geprüft. Bitte prüfe Original- und Archivlink gemäß Anleitung und entferne dann diesen Hinweis.; PDF; 237 kB)
3. ↑  Landschaftsverband Westfalen-Lippe: „Der Landschaftsverband Westfalen-Lippe führt ein Wappen, das im roten Feld ein steigendes silbernes Ross zeigt.“ (§ 2 Abs. 2 der Hauptsatzung des Landschaftsverbandes Westfalen-Lippe (Memento des Originals vom 25. Juli 2008 im Internet Archive)  Info: Der Archivlink wurde automatisch eingesetzt und noch nicht geprüft. Bitte prüfe Original- und Archivlink gemäß Anleitung und entferne dann diesen Hinweis.)
4. ↑  Stadtregion Aachen: „In Blau ein goldenes (gelbes) Hirschgeweih, auf dessen Grind stehend ein silberner (weißer) Schwan mit schwarzen Füßen, ebensolchem Schnabel und roter Zunge; darüber im Schildhaupt in Gold (Gelb) ein schreitender, rotbezungter, schwarzer Löwe.“ (§ 3 Abs. (2) der Hauptsatzung des Kreises Aachen (Memento des Originals vom 27. September 2007 im Internet Archive)  Info: Der Archivlink wurde automatisch eingesetzt und noch nicht geprüft. Bitte prüfe Original- und Archivlink gemäß Anleitung und entferne dann diesen Hinweis., genehmigt am 23. Mai 1938, bestätigt am 20. Dezember 1972)
5. ↑  Kreis Borken: „In Gold ein mit drei weißen Mauerankern belegter roter Balken.“ (§ 3 Abs. (1) der Hauptsatzung des Kreises Borken (PDF; 43 kB), genehmigt am 14. Mai 1979)
6. ↑  Kreis Coesfeld: „Von Gelb zu Rot gespalten; vorn im oberen Drittel ein roter Balken, darunter eine rote Glocke, hinten ein stehender, gelb gekleideter segnender Bischof, zu seinen Füßen eine gelbe Gans.“ (§ 2 Abs. (1) der Hauptsatzung des Kreises Coesfeld (Memento des Originals vom 28. September 2007 im Internet Archive)  Info: Der Archivlink wurde automatisch eingesetzt und noch nicht geprüft. Bitte prüfe Original- und Archivlink gemäß Anleitung und entferne dann diesen Hinweis., genehmigt am 15. Oktober 1979)
7. ↑  Kreis Düren: „Der Schild, von Gold (=Gelb) und Blau geteilt, zeigt oben einen wachsenden schwarzen Löwen mit roter Zunge, unten einen silbernen (= weißen) Bogen Papier mit einem aufliegenden schwarzen D (= Düren).“ (Hauptsatzung des Kreises Düren (Memento des Originals vom 19. Oktober 2007 im Internet Archive)  Info: Der Archivlink wurde automatisch eingesetzt und noch nicht geprüft. Bitte prüfe Original- und Archivlink gemäß Anleitung und entferne dann diesen Hinweis., genehmigt am 19. Juni 1942, bestätigt am 27. Oktober 1972)
8. ↑  Ennepe-Ruhr-Kreis: „In Gold ein dreireihiger rot-silberner Schachbalken, oben und unten begleitet von je einem blauen Wellenbalken.“ (Genehmigt am 2. Oktober 1937)
9. ↑  Kreis Euskirchen: „Der Kreis führt folgendes Wappen: Geviert: (heraldisch) rechts oben in Gold drei, 2 : 1 gestellte, goldene (gelbe) Rosen; links oben in Gold (Gelb) ein rot bewehrter und bezungter schwarzer Löwe; rechts unten in Silber (Weiß) ein durchgehendes schwarzes (kurkölnisches) Balkenkreuz; links unten in Rot ein dreizackiger goldener (gelber) Zickzackbalken.“ (§ 2 Abs.§ (1) der Hauptsatzung des Kreises Euskirchen (Memento des Originals vom 28. September 2007 im Internet Archive)  Info: Der Archivlink wurde automatisch eingesetzt und noch nicht geprüft. Bitte prüfe Original- und Archivlink gemäß Anleitung und entferne dann diesen Hinweis., genehmigt durch den RP Köln am 31. Oktober 1973)
10. ↑  Kreis Gütersloh: „Im geteilten Schild oben in Silber (Weiß) 3 rote Sparren, belegt mit einem goldenen (gelben) Schild mit einem roten sechsspeichigen Rad, unten in rot ein goldener (gelber) Adler.“ (§ 4 Abs. (1) der Hauptsatzung des Kreises Gütersloh (Memento des Originals vom 27. September 2007 im Internet Archive)  Info: Der Archivlink wurde automatisch eingesetzt und noch nicht geprüft. Bitte prüfe Original- und Archivlink gemäß Anleitung und entferne dann diesen Hinweis., genehmigt am 12. September 1974)
11. ↑  Kreis Heinsberg: „Geteilt und oben gespalten. Oben: vorn in Rot ein zwiegeschwänzter, bekrönter, silberner (weißer) Löwe; hinten in Gold (Gelb) ein schwarzer Löwe. Unten: in Silber (Weiß) ein frei schwebendes, liegendes, rotes Lilienkreuz, belegt mit einer fünfblättrigen blauen Flachsblüte.“ (§. 2 der Hauptsatzung des Kreises Heinsberg, genehmigt am 3. September 1973)
12. ↑  Kreis Herford: „Ein schwarzes, springendes Ross im silbernen Feld“ (genehmigt am 5. April 1946, bestätigt am 5. Januar 1970)
13. 1 2  Hochsauerlandkreis (bis 1974 Kreis Arnsberg): „In Rot ein silberner (weißer), rechtsschauender Adler mit eingelegtem silbernen (weißen) Herzschild, belegt mit einem durchgehenden schwarzen Kreuz.“ (§ 2 Abs. (1) der Hauptsatzung des Hochsauerlandkreises (Memento des Originals vom 27. September 2007 im Internet Archive)  Info: Der Archivlink wurde automatisch eingesetzt und noch nicht geprüft. Bitte prüfe Original- und Archivlink gemäß Anleitung und entferne dann diesen Hinweis., genehmigt am 31. Oktober 1975, für den Kreis Arnsberg genehmigt am 31. Oktober 1963)
14. ↑  Kreis Höxter: „In Silber eine blaue Lilie; darüber in einem durch einen blauen Wellenbalken begrenzten, goldenen Schildhaupt ein rotes durchgehendes Kreuz.“ (Kreis Höxter: Wappen (Memento des Originals vom 3. Mai 2007 im Internet Archive)  Info: Der Archivlink wurde automatisch eingesetzt und noch nicht geprüft. Bitte prüfe Original- und Archivlink gemäß Anleitung und entferne dann diesen Hinweis., genehmigt am 12. Februar 1976)
15. ↑  Kreis Kleve: „Der Kreis führt ein eigenes Wappen. Es zeigt im gespaltenen Schild vorn in Rot einen silbernen Herzschild, das Feld überdeckt von einer goldenen, achtstrahligen Lilienhaspel; hinten in Blau einen zweigeschwänzten, rot bewehrten und bezungten goldenen Löwen.“ (§ 2 Abs.§ (1) der Hauptsatzung des Kreises Kleve (PDF; 132 kB), genehmigt am 31. Mai 1983)
16. ↑  Kreis Lippe: „In Silber (weiß) eine rote fünfblätterige Rose mit goldenen (gelben) Butzen und goldenen (gelben) Kelchblättern.“ (§ 2 Abs. (1) der Hauptsatzung des Kreises Lippe (Memento des Originals vom 5. März 2016 im Internet Archive)  Info: Der Archivlink wurde automatisch eingesetzt und noch nicht geprüft. Bitte prüfe Original- und Archivlink gemäß Anleitung und entferne dann diesen Hinweis. (PDF; 145 kB), genehmigt am 17. Juli 1973)
17. ↑  Märkischer Kreis: „Das Wappen des Märkischen Kreises zeigt, durch einen dreireihig rot-weiß (-silbern) geschachten Balken geteilt, oben in Gelb (Gold) wachsend einen schwarzen rotbewehrten Löwen, unten in Weiß (Silber) ein durchgehendes schwarzes Kreuz.“ (§ 2 der Hauptsatzung des Märkischen Kreises (Seite nicht mehr abrufbar, festgestellt im April 2019. Suche in Webarchiven)  Info: Der Link wurde automatisch als defekt markiert. Bitte prüfe den Link gemäß Anleitung und entferne dann diesen Hinweis., genehmigt am 6. Mai 1976)
18. 1 2  Kreis Mettmann, vor 1975 Kreis Düsseldorf-Mettmann: „In silbernem Schild ein blaubewehrter und blaugekrönter doppelschwänziger roter Löwe, alles innerhalb eines schwarzen Schildbordes, der im rechten Obereck nach innen rund ausgebogen, dort mit einem silbernen Vorhängeschloss und im linken unteren Bogen nach der Figur mit einer goldenen Ähre belegt ist.“ (§ 2 Abs.§ (1) der Hauptsatzung des Kreises Mettmann (Memento des Originals vom 29. September 2007 im Internet Archive)  Info: Der Archivlink wurde automatisch eingesetzt und noch nicht geprüft. Bitte prüfe Original- und Archivlink gemäß Anleitung und entferne dann diesen Hinweis., genehmigt durch das preußische Staatsministerium am 28. November 1936 für den Kreis Düsseldorf-Mettmann, nach der Umbenennung vom Kreis Mettmann fortgeführt)
19. ↑  Kreis Minden-Lübbecke: „Der Kreis führt folgendes Wappen: Im gespaltenen Schild vorn in Rot 2 silberne (weiße) schräg gekreuzte Schlüssel mit abgewendeten Barten, hinten in Silber (Weiß) 3 rote Sparren.“ (§ 2 Abs. (1) der Hauptsatzung des Kreises Minden-Lübbecke (PDF; 37 kB), genehmigt am 11. September 1973)
20. ↑  Oberbergischer Kreis: „Das Wappen des Kreises zeigt unter dem goldenen Schildhaupt einen in drei Reihen in Rot und Silber geschachten Balken gespalten von Rot nach Silber. Vorne eine silberne Burg mit einem hohen dreifenstrigen rechten und einem niedrigeren zweifenstrigen linken Zinnenturm, ein spitzgiebeliges Haus mit offen rotem Tor und schwarzem Giebelfenster flankierend. Hinten ein zweigeschwänzter blau bekrönter, blau bezungter und blau bewehrter roter Löwe.“ (Oberbergischer Kreis: Das Wappen (Memento des Originals vom 1. August 2007 im Internet Archive)  Info: Der Archivlink wurde automatisch eingesetzt und noch nicht geprüft. Bitte prüfe Original- und Archivlink gemäß Anleitung und entferne dann diesen Hinweis., genehmigt vom RP Köln am 10. Februar 1976)
 Siehe auch § 2 Abs.§ (1) der Hauptsatzung des Oberbergischen Kreises (Memento des Originals vom 1. August 2007 im Internet Archive)  Info: Der Archivlink wurde automatisch eingesetzt und noch nicht geprüft. Bitte prüfe Original- und Archivlink gemäß Anleitung und entferne dann diesen Hinweis.
21. ↑  Kreis Olpe: „In gespaltenem Schild vorne in silbernem Feld ein durchgehendes schwarzes Kreuz, hinten im goldenen Feld zwei rote Balken.“ (§ 2 der Hauptsatzung des Kreises Olpe (Memento des Originals vom 17. April 2007 im Internet Archive)  Info: Der Archivlink wurde automatisch eingesetzt und noch nicht geprüft. Bitte prüfe Original- und Archivlink gemäß Anleitung und entferne dann diesen Hinweis., genehmigt am 12. Oktober 1949)
22. ↑  Kreis Paderborn: „In Silber ein roter siebenteiliger Rautensparren; darüber in einem durch einen blauen Wellenbalken begrenzten, silbernen Schildhaupt ein rotes durchgehendes Kreuz.“ (genehmigt am 15. Juli 1975)
23. ↑  Kreis Recklinghausen: „Das Wappen besteht aus einem silbernen Nesselblatt auf grünem Schild sowie einem schwarzen, gleichschenkeligen Kreuz mit goldenem Schlüssel in der Mitte.“ (§ 2 Abs. (2) Hauptsatzung des Kreises Recklinghausen (Memento des Originals vom 5. März 2009 im Internet Archive)  Info: Der Archivlink wurde automatisch eingesetzt und noch nicht geprüft. Bitte prüfe Original- und Archivlink gemäß Anleitung und entferne dann diesen Hinweis. (PDF; 21 kB), genehmigt am 30. Juni 1952)
24. ↑  Rhein-Erft-Kreis: „Unter grünem Schildhaupt, darin ein silberner (weißer) Wellenbalken, gespalten vorne in Gold (gelb) ein rotbewehrter und rotbezungter schwarzer Löwe, hinten in Silber (weiß) ein durchgehendes schwarzes Balkenkreuz.“ (§ 2 Abs. (1) der Hauptsatzung des Rhein-Erft-Kreises (Memento des Originals vom 24. September 2015 im Internet Archive)  Info: Der Archivlink wurde automatisch eingesetzt und noch nicht geprüft. Bitte prüfe Original- und Archivlink gemäß Anleitung und entferne dann diesen Hinweis. (PDF; 47 kB), genehmigt am 20. April 1976)
25. ↑  Rhein-Kreis Neuss: „Im gespaltenen Schild vorne ein schwarzes Kreuz in Silber, hinten ein schwarzer, rotgezungter Löwe in Gold.“ (§ 3 Abs. (1) der Hauptsatzung des Rhein-Kreises Neuss (Memento des Originals vom 28. September 2007 im Internet Archive)  Info: Der Archivlink wurde automatisch eingesetzt und noch nicht geprüft. Bitte prüfe Original- und Archivlink gemäß Anleitung und entferne dann diesen Hinweis., genehmigt am 2. Mai 1952 für den Kreis Grevenbroich, vom Kreis Neuss, dem heutigen Rhein-Kreis Neuss, fortgeführt)
26. ↑  Rhein-Sieg-Kreis: „Das Wappen zeigt in einem silbernen Schild einen blaugekrönten und blaubewehrten, zweigeschwänzten roten Löwen, der sich mit der linken Pranke auf einen silbernen Schild mit schwarzem Balkenkreuz stützt, mit der rechten ein goldenes Flammenschwert über seinem Haupte schwingt.“ (§ 2 Abs. (1) der Hauptsatzung des Rhein-Sieg-Kreises vom 31. März 2000 (Memento des Originals vom 3. Oktober 2006 im Internet Archive)  Info: Der Archivlink wurde automatisch eingesetzt und noch nicht geprüft. Bitte prüfe Original- und Archivlink gemäß Anleitung und entferne dann diesen Hinweis. (PDF; 203 kB), genehmigt am 26. Mai 1955)
27. ↑  Rheinisch-Bergischer Kreis: „Unter grünem Schildhaupt mit silbernem schrägen Wellenbalken ein silberner gespaltener Schild. Vorn zwei schwarze Wechselzinnenbalken, hinten ein blaubewehrter und -gekrönter roter Löwe.“ (genehmigt am 23. Februar 1938, vom RP Köln am 8. September 1976 bestätigt)
28. ↑  Kreis Siegen-Wittgenstein: „Von Weiß (Silber) und Blau gespalten, vorn zwei schwarze Pfähle, hinten auf 7 gelbe (goldene) Längsschindeln ein gelber (goldener) rotbewehrter Löwe aufgelegt, im gelben (goldenen) Schildfuß vorn ein blaues schräg gestelltes Haubergsmesser, hinten über dem Griff des Messers eine blaue, rot brennende Grubenlampe.“ (§ 3 Abs. (1) der Hauptsatzung des Kreises Siegen-Wittgenstein (Seite nicht mehr abrufbar, festgestellt im April 2019. Suche in Webarchiven)  Info: Der Link wurde automatisch als defekt markiert. Bitte prüfe den Link gemäß Anleitung und entferne dann diesen Hinweis., genehmigt am 1. Oktober 1999)
29. ↑  Kreis Soest: „Im gespaltenen silbernen Schild vorn ein aufgerichteter roter Schlüssel mit nach außen gerichtetem Bart, hinten ein durchgehendes schwarzes Kreuz, das mit einer fünfblättrigen roten Rose mit goldenen Butzen und goldenen Kelchblättern belegt ist.“ (Genehmigt am 26. Mai 1976)
30. ↑  Kreis Steinfurt: „In Gelb ein breiter roter Balken, darauf ein gelber, mit einem roten Schwan belegter Schild, oben in Gelb zwei rote Seerosenblätter, unten in Gelb ein rotes Seerosenblatt.“ (§ 3 Abs. (1) der Hauptsatzung für den Kreis Steinfurt (Memento des Originals vom 28. September 2007 im Internet Archive)  Info: Der Archivlink wurde automatisch eingesetzt und noch nicht geprüft. Bitte prüfe Original- und Archivlink gemäß Anleitung und entferne dann diesen Hinweis. vom 17. Oktober 2006, genehmigt am 10. März 1978)
31. ↑  Kreis Unna: „Der Kreis führt als Wappen einen wachsenden roten Löwen auf goldenem Feld über rotsilbern (in drei Reihen) geschachtetem Schildfuß.“ (§ 3 Abs.§ (1) der Hauptsatzung des Kreises Unna (Seite nicht mehr abrufbar, festgestellt im April 2019. Suche in Webarchiven)  Info: Der Link wurde automatisch als defekt markiert. Bitte prüfe den Link gemäß Anleitung und entferne dann diesen Hinweis., genehmigt am 23. Mai 1938)
32. 1 2  Kreis Viersen, vor 1975 Kreis Kempen-Krefeld: „Unter silbernem Schildhaupt, worin ein durchgehendes schwarzes Kreuz von Gold und Blau gespalten; vorn ein linksgewendeter schwarzer Löwe mit roter Zunge, hinten ein nach rechts gewandter zwiegeschwänzter goldener Löwe, rot bewehrt.“ (§ 2 Abs. (1) der Hauptsatzung des Kreises Viersen (Memento vom 27. September 2007 im Internet Archive), genehmigt am 13. Mai 1932 für den Landkreis Kempen-Krefeld, nach der Umbenennung vom Kreis Viersen fortgeführt)
33. ↑  Kreis Warendorf: „In Rot ein schräger goldener Wellenbalken, begleitet von je einer goldenen Rosette.“ (Kreis Warendorf: Wappen des Kreises Warendorf, genehmigt am 20. Mai 1976)
34. ↑  Kreis Wesel: „Der Kreis führt ein Wappen, das in einem grünen Schild eine silberne Kopfweide enthält.“ (§ 2 Abs. (1) der Hauptsatzung des Kreises Wesel (Memento des Originals vom 27. September 2007 im Internet Archive)  Info: Der Archivlink wurde automatisch eingesetzt und noch nicht geprüft. Bitte prüfe Original- und Archivlink gemäß Anleitung und entferne dann diesen Hinweis. vom 7. Oktober 1999, genehmigt am 14. Juli 1978)
35. 1 2  Landkreis Altena, ab 1968 Kreis Lüdenscheid: „Im goldenen Schild, durch einen dreireihig rot-silbern geschachten Balken geteilt, oben wachsend ein schwarzer rotbewehrter Löwen.“ (Genehmigt am 3. Mai 1935)
36. ↑  Kreis Beckum (1951): „In Rot ein schräger goldener Wellenbalken.“ (Genehmigt am 10. Mai 1951)
37. ↑  Kreis Bielefeld (Genehmigt am 23. August 1961)
38. ↑  Kreis Brilon: „Geteilt und oben gespalten von Silber und Gold; vorne ein durchgehend schwarzes Kreuz, hinten ein achtstrahliger schwarzer Stern, unten in rot drei goldene Seeblätter.“
39. ↑  Kreis Büren: „In Silber ein roter siebenteiliger Rautensparren unter einem roten Schildhaupt mit durchgehendem goldenen Kreuz.“ (Genehmigt am 3. Februar 1933)
40. ↑  Landkreis Erkelenz: „Das Wappen zeigt in Gold ein rotes Lilienkreuz, dessen Mitte mit einer blauen Flachsblüte belegt ist.“
41. ↑  Selfkantkreis Geilenkirchen-Heinsberg: Der Schild zeigt im ersten Viertel auf goldenem Grund den Jülicher Löwen. Im darunterliegenden Viertel ist der Papagei des Wappens des Grafen Wilhelm von Jülich (1556) abgebildet. Beide Figuren sollen die Stadt Geilenkirchen repräsentieren. Die andere Hälfte füllt der silberne Löwe der Stadt Heinsberg auf rotem Grund aus.
42. ↑  Kreis Höxter (1953): „Unter rotem Schildhaupt mit durchgehendem goldenen (gelben) Kreuz in Gold (Gelb) ein blauer Wellenbalken.“ (Genehmigt am 17. Januar 1953)
43. ↑  Kreis Iserlohn: „Geteilt: oben in Rot aus der Teilung wachsend ein springendes silbernes Ross; unten zweimal gespalten: vorn in Silber ein durchgehendes schwarzes Kreuz, in der Mitte in Gold ein rot-silber geschachter Balken, hinten in Silber ein zweigeschwänzter rote Löwe, blaubewehrt und -bekrönt“ (Genehmigt am 26. April 1935)
44. ↑  Kreis Lippstadt: „In Silber ein durchgehendes schwarzes Kreuz, das mit einer fünfblättrigen roten Rose mit goldenen Butzen und goldenen Kelchblättern belegt ist.“ (Genehmigt am 26. September 1936)
45. ↑  Kreis Meschede: „Gespalten von Blau und Gold, vorn am Spalt ein silberner, goldbewehrter Adler, hinten ein roter Pfahl.“ (Genehmigt am 19. April 1938)
46. ↑  Kreis Münster: „Geteilt von Gold und Blau, oben ein roter Balken, unten ein goldenes Schräggitter.“ (Genehmigt am 1. Juli 1936)
47. ↑  Kreis Paderborn (1947): „Unter rotem Schildhaupt mit durchgehendem silbernen Kreuz in Rot zwei silberne Wellenbalken.“ (Genehmigt am 30. Juni 1947)
48. ↑  Kreis Siegen: „Von Blau und Gold gespalten, vorn auf sieben goldene Längsschindeln ein goldener rotbewehrter Löwe aufgelegt, hinten ein blaues aufrecht gestelltes Haubergsmesser vor einer blauen, rot brennenden Grubenlampe.“ (Genehmigt am 31. August 1938)
49. ↑  Kreis Steinfurt: „In Gold (Gelb) ein breiter roter Balken, belegt mit einem goldenen (gelben) Schild mit einem schwarz bewehrten roten Schwan.“ (Genehmigt am 26. Juni 1931)
50. ↑  Kreis Tecklenburg: „Gespalten und hinten geteilt: vorn in Silber drei pfahlweise gestellte rote Seerosenblätter, oben in Blau ein aufrechter goldener Anker, unten in Gold ein roter Balken.“ (Genehmigt am 30. Juni 1934)
51. ↑  Kreis Warburg: „Unter einem roten Schildhaupt mit durchgehendem goldenen Kreuz in Silber eine blaue Lilie.“ (Genehmigt am 14. November 1954)
52. ↑  Kreis Warendorf (1938): „In Gold ein roter Balken, belegt mit drei goldenen Rosetten.“ (genehmigt am 1. Februar 1938)
53. ↑  Kreis Wittgenstein: „In Silber zwei schwarze Pfähle.“ (Genehmigt am 6. April 1966)
54. ↑  Herzogtum Westfalen: Quadriert: 1. In Silber ein durchgehendes schwarzes Kreuz (= Erzstift Köln), 2. in Rot ein springendes silbernes Pferd (= Herzogtum Westfalen), 3. in Rot drei goldene Herzen oder Seerosenblätter (= Herzogtum Engern), 4. in Blau ein silberner goldbewehrter Adler (= Grafschaft Arnsberg).